# Irek Faizullin
Irek Envárovich Faizullin (en ruso: И́рек Энва́рович Файзу́ллин; en tártaro: Ирек Әнвәр улы Фәйзуллин, romanizado: Irek Änvär uly Fäjzullin; Kazán, Unión Soviética, 8 de diciembre de 1962) es un ingeniero civil y político ruso de etnia tártara. Desde el 10 de noviembre de 2020 ejerce como ministro de Construcción, Vivienda y Servicios Públicos de Rusia. Anteriormente fue viceministro de Construcción y Vivienda desde el 22 de enero de 2020 hasta el 9 de noviembre de 2020, cuando el primer ministro de Rusia, Mijaíl Mishustin, nominó a Faizullin para el cargo de ministro de Construcción y Vivienda. Su nombramiento fue aprobado por la Duma Estatal y confirmado en el cargo el 10 de noviembre.

## Biografía
Irek Faizullin nació el 8 de diciembre de 1962 en Kazán en la entonces RASS de Tartaristán de la RSFS de Rusia (Unión Soviética). En 1985 se graduó en la Universidad Estatal de Arquitectura e Ingeniería Civil de Kazán con una licenciatura en Construcción Industrial y Civil y un doctorado en Economía. Poco después de graduarse comenzó a trabajar, primero como ingeniero y luego como ingeniero sénior, en el Departamento de Estructuras Metálicas y Pruebas de Construcciones del Instituto de Ingeniería Civil de Kazán. Permaneció en este puesto hasta 1989 cuando comenzó a trabajar como Ingeniero jefe y director de la oficina de diseño y construcción Tatstroyproekt.
Entre 1993 y 1997, trabajó primero como presidente de la junta directiva de la sociedad anónima Tatstroyproekt y luego ocupó el mismo puesto pero en la sociedad anónima Kazstroydekor. En 1997 ocupó el puesto de Primer subdirector de la asociación de diseño, reparación y construcción de la empresa constructora, Tatavtodor, cargo en el que permaneció hasta 2002 cuando fue nombrado director general de investigación y producción de diseño territorial y estudio de la empresa estatal, Tatinvestgrazhdanproekt.
En 2005, el entonces gobernador de la República de Tartaristán lo nombró viceministro de Construcción, Arquitectura, Vivienda y Servicios Públicos de la República. Al mismo tiempo ocupó los cargos de Arquitecto Jefe de la República de Tartaristán y director general de la empresa unitaria estatal Tatinvestgrazhdanproekt. Entre 2010 y 2020, ocupó el puesto de ministro de Construcción, Arquitectura, Vivienda y Servicios Públicos de la República de Tartaristán y arquitecto jefe de la República de Tartaristán.
En 2020, fue nombrado primer viceministro de Construcción, Vivienda y Servicios Públicos de la Federación de Rusia y vicepresidente del Presídium de la Comisión Gubernamental para el Desarrollo Regional de la Federación de Rusia. El 10 de noviembre de 2020, el presidente del Gobierno de Rusia, Mijaíl Mishustin, nominó a Faizullin para el cargo de ministro de Construcción, Vivienda y Servicios Públicos en sustitución de Vladímir Yakushev. Su nombramiento fue aprobado por la Duma Estatal y confirmado en el cargo el 10 de noviembre. A favor de su candidatura votaron 328 diputados, se abstuvieron 38. No hubo votos en contra.
Es miembro del Patronato de la Federación de Motociclismo Deportivo de Rusia.
En mayo de 2022, el Departamento del Tesoro de los Estados Unidos impuso sanciones a Faizullin de conformidad con la Orden Ejecutiva N.º 14024 como miembro del Gobierno de Rusia. También es miembro de la junta directiva de la empresa estatal  Ferrocarriles Rusos (RZhD).

## Condecoraciones
- Orden de la Amistad (2014)[5]
- Diploma de Honor del Presidente de la Federación Rusa (2018)[5]
- Constructor de Honor de la Federación Rusa (2021).[6]